# Chapelle Saint-Nicolas d'Autelhaut
La chapelle Saint-Nicolas est un édifice religieux catholique sis au cœur du village d’Autelhaut (commune d'Arlon), dans la Province de Luxembourg, en Belgique. Une ancienne chapelle fortifiée du Xe siècle est reconstruite en 1634. Sans être paroissiale la chapelle est le lieu de culte de la communauté catholique du village.

## Histoire
Une première chapelle daterait du Xe siècle. Fortifiée (permettant ainsi aux habitants du village d’y trouver refuge en cas de danger) elle était entourée d’un fossé sur trois côtés, dont les eaux provenaient du ruisseau d'Autelbas qui passe juste à côté.  La chapelle dépendait de la seigneurie d’Autel.  
Le bâtiment actuel fut édifié en 1634 s’il faut en croire le millésime inscrit sur le linteau de la porte d’entrée.  D'importants aménagements furent faits en 1876-1877. Même si elle n’est pas église paroissiale la chapelle est le lieu de culte ordinaire de la communauté catholique d’Autelhaut.